# Pelagocephalus marki
Pelagocephalus marki es una especie de peces de la familia Tetraodontidae en el orden de los Tetraodontiformes.

## Morfología
Los machos pueden llegar alcanzar los 12 cm de longitud total.

## Hábitat
Es un pez de  mar y, de clima templado y demersal.

## Distribución geográfica
Se encuentran en Sudáfrica (desde Port Alfred hasta Knysna) y Nueva Zelanda.

## Observaciones
Es inofensivo para los humanos.